# 坎普略奇
坎普略奇（西班牙語：Camplloch），是西班牙加泰罗尼亚赫罗纳省的一个市镇。总面积8平方公里，总人口515人（2013年），人口密度59.54人/平方公里。